# Empirische formule van Medwin
De empirische formule van Medwin is een formule om de geluidssnelheid in zeewater te bepalen aan de hand van het zoutgehalte, de temperatuur, en de waterdiepte.
De volgende empirische formules zijn door de oceanograaf Medwin opgesteld:
{\displaystyle c=1449,2+4,6T-0,055T^{2}+0,00029T^{3}+(1,34-0,01T)(S-35)+0,016D}
{\displaystyle c=1449,2+4,623T-0,0546T^{2}+0,0003T^{3}+(1,391-0,01T)(S-35)+0,017D}
waarbij:
c = geluidssnelheid (m/s)
T = temperatuur (°C)
S = zoutgehalte (‰)
D = waterdiepte (m)